# Silnik

Czterosuwowy silnik spalinowy

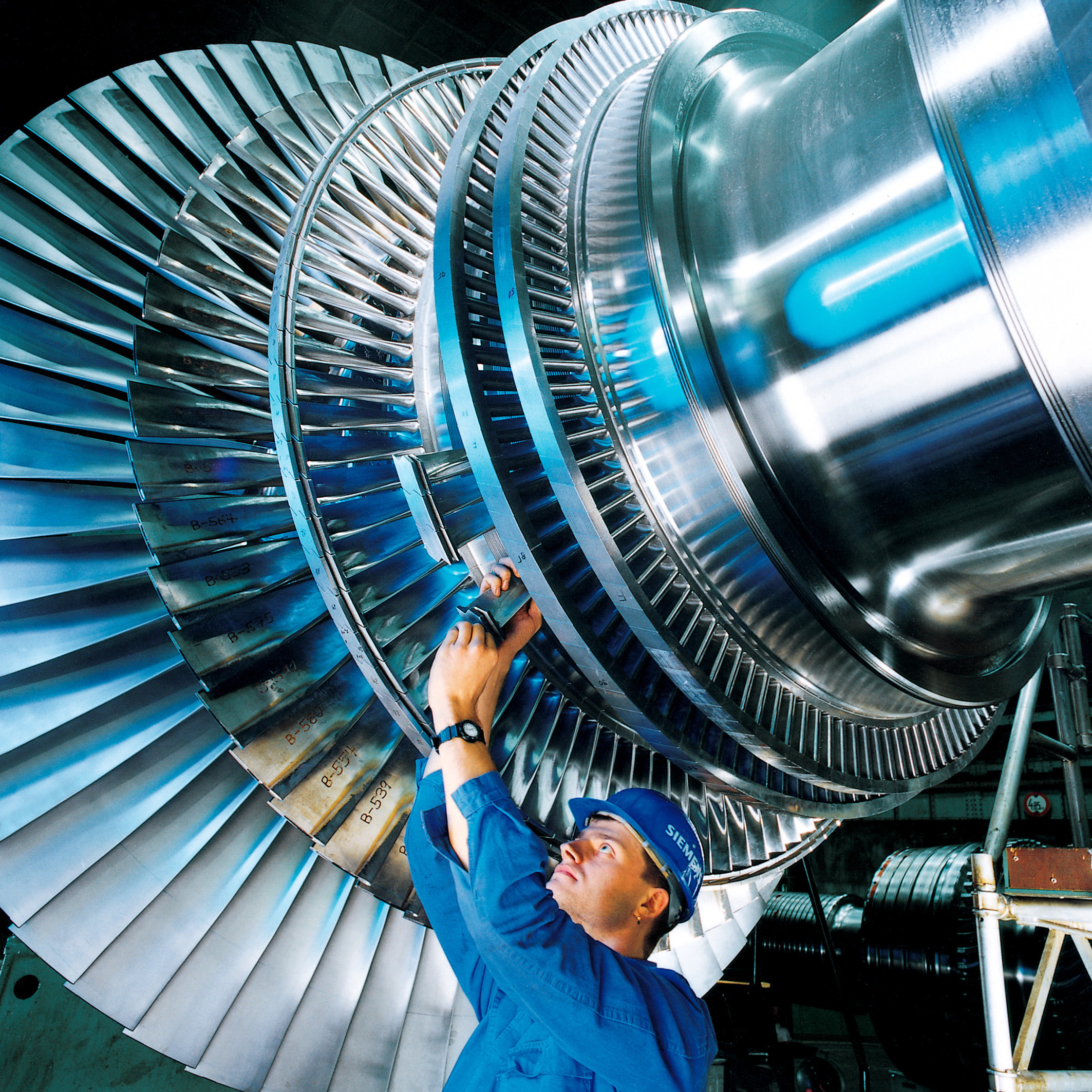
Wirnik turbiny parowej

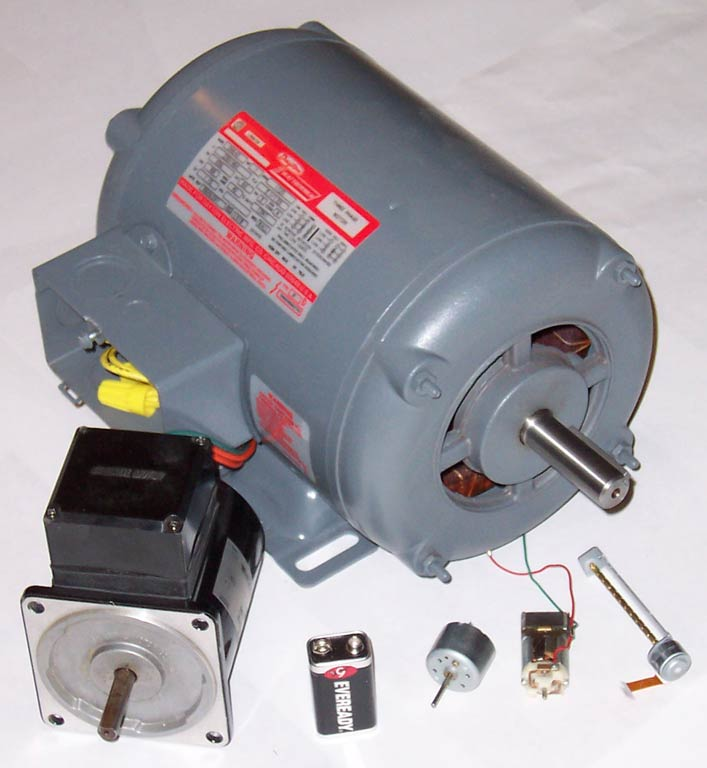
Silniki elektryczne

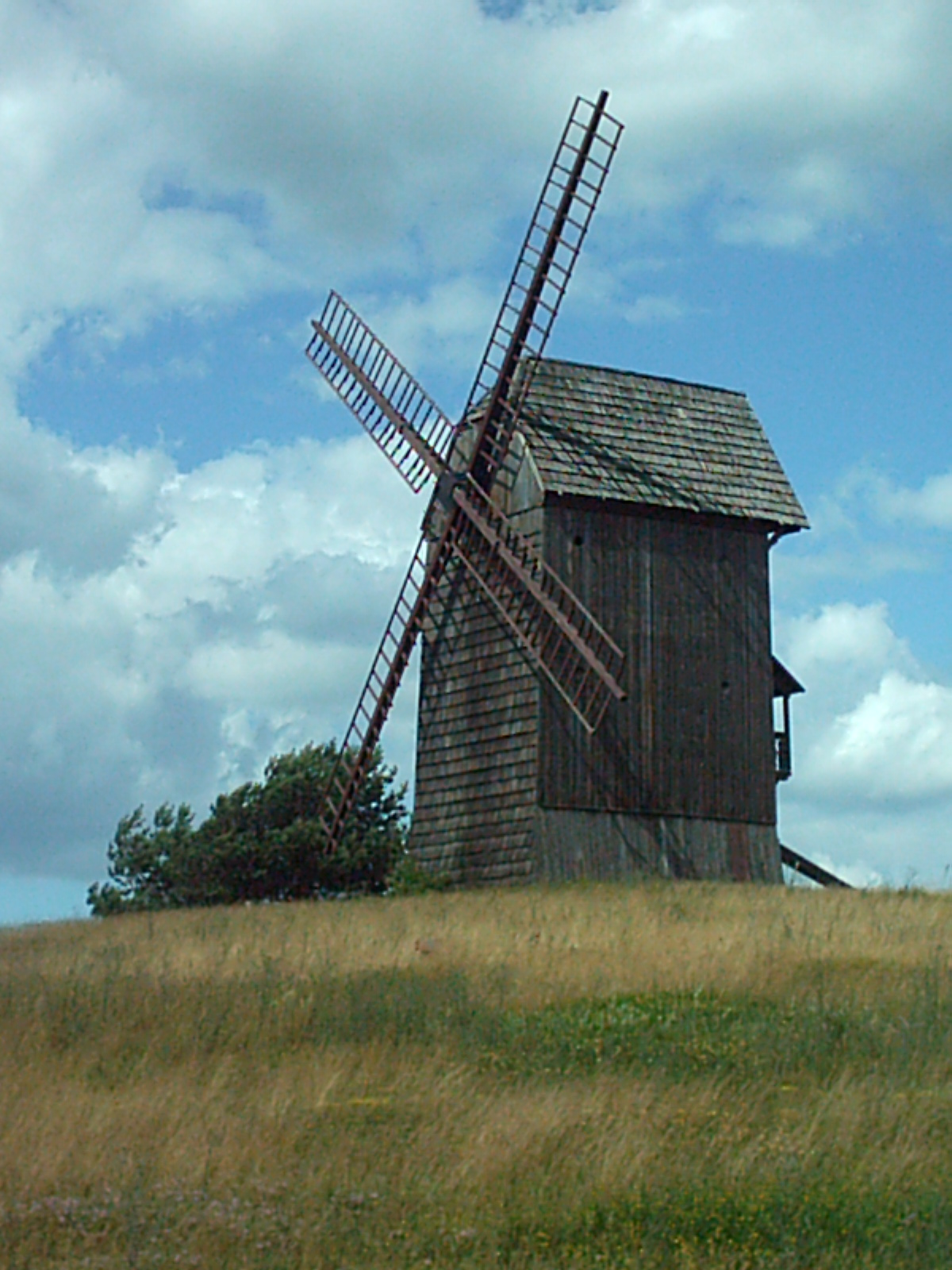
Wiatrak, czyli silnik wiatrowy

Silnik – typ maszyny zapewniającej zamianę pewnej formy energii zasilającej na energię mechaniczną.
Energia zasilająca silnik może mieć formę:
- energii chemicznej (np. silnik dla nanorurki)
- energii cieplnej (np. silnik parowy, silnik Diesla, turbina parowa, gazowa i silnik Stirlinga)
- energii elektrycznej (np. silnik elektryczny)
- energii kinetycznej (np. turbina wiatrowa, turbina wodna)
- energii potencjalnej (np. turbina wodna).

W zdecydowanej większości urządzeń energia mechaniczna wytwarzana przez silnik odbierana jest od obracającego się wału silnika i jest wykorzystywana w postaci pracy mechanicznej lub zamieniana na energię elektryczną. W silnikach takich jak np. silnik rakietowy lub silnik liniowy efektem działania silnika jest energia ruchu postępowego.
Najważniejsze atrybuty silnika
- moc – zdolność do wykonania pracy w jednostce czasu
- sprawność – stosunek wytworzonej energii użytecznej do energii pobranej przez silnik
- moment obrotowy – dla wszystkich silników z ruchem obrotowym
- siła ciągu – szczególnie dla silników lotniczych
- impuls właściwy – dla silników rakietowych

## Rodzaje silników
W zależności od rodzaju przetwarzanej energii:
1. zasilane energią chemiczną lub atomową
  - silnik cieplny
  - silnik o spalaniu wewnętrznym
    - nanosilnik
    - tłokowy silnik spalinowy
    - silnik odrzutowy
    - silnik wielopaliwowy
    - silnik jonowy

  - silnik o spalaniu zewnętrznym
    - maszyna parowa
    - turbina parowa
    - silnik Stirlinga
    - silnik termoakustyczny
2. silnik elektryczny
3. silnik jonowy
4. silnik hydrauliczny
5. silnik pneumatyczny
6. silnik wiatrowy – wiatrak
7. silnik wodny – koło wodne, turbina wodna
8. silnik napędzany anihilacją – hipotetyczny
9. silnik żywy – człowiek, zwierzę – nazwa aktualnie bardzo rzadko używana

W zależności od ruchu elementu odbierającego energię:
1. z ruchem posuwisto zwrotnym (silniki tłokowe)
2. z ruchem obrotowym (silniki turbinowe, silniki Wankla)
3. bez ruchomego elementu (silnik rakietowy, silnik liniowy).

## Historia silników i napędu mechanicznego
- przed 200 p.n.e. – koło wodne
- 140 p.n.e. – bania Herona (turbina parowa)
- ok. 120 p.n.e. – mechanizm otwierania drzwi świątyni – pierwszy znany mechanizm napędzany parą
- 107 p.n.e. – wiatrak
- 1605 – fontanna parowa Salomona de Causa
- ok. 1628 – podnośnik wody Somerseta
- 1690 – Silnik Denisa Papina – pierwszy tłokowy silnik parowy
- 1699 – podnośnik wody Thomasa Savery’ego – pierwszy przypadek plagiatu
- 1712 – silnik atmosferyczny Thomasa Newcomena
- 1782 – maszyna parowa, patent James Watt – pierwsza, szerzej zastosowana w przemyśle
- 1788 – dodanie regulatora odśrodkowego obrotów
- 1816 – silnik Stirlinga – Robert Stirling
- 1831 – dysk Faradaya – pierwowzór silnika elektrycznego Michael Faraday
- 1834 – silnik elektryczny prądu stałego z komutatorem – Moritz Hermann Jacobi
- 1860 – dwusuwowy silnik spalinowy – Étienne Lenoir
- 1876 – czterosuwowy silnik benzynowy – Nikolaus Otto
- 1888 – silnik indukcyjny – Nikola Tesla
- 1892 – silnik Diesela – Rudolf Diesel
- 1910 – odrzutowy silnik lotniczy – Henri Coandă
- 1960 – silnik Wankla